# 东明镇 (双辽市)
东明镇，是中华人民共和国吉林省四平市双辽市下辖的一个乡镇级行政单位。

## 行政区划
东明镇下辖以下地区：
庆祥村、吴家村、和平村、公安村、东明村、七棵村、盘山村、王家村、后太平村、前太平村、东胜村、德胜村和铁洛村。